# Télesphore Fournier
Pour les articles homonymes, voir Fournier.
Télesphore Fournier (5 août 1823 - 10 mai 1896) est un avocat, rédacteur en chef et homme politique fédéral et provincial du Québec.

## Biographie
Né à Saint-François-de-la-Rivière-du-Sud dans le Bas-Canada, Télesphore Fournier devint membre du barreau en 1846. De 1855 à 1859, il fut copropriétaire et coéditeur du journal Le National de Québec. Il a été le Bâtonnier du Québec de 1867 à 1868.
Il entama sa carrière politique en devenant député du parti libéral dans la circonscription de Bellechasse lors d'une élection partielle en 1870. Réélu en 1872, 1873 et en 1875, il démissionna cette même année pour devenir juge à la toute nouvelle Cour suprême du Canada, poste qu'il occupa jusqu'à sa retraite en 1895.
Durant son passage à la Chambre des communes, il fut ministre du Revenu intérieur de 1873 à 1874, ministre de la Justice et procureur général du Canada de 1874 à 1875 et ministre des Postes en 1875. Durant cette même période, il représenta la circonscription provinciale de Montmagny sous la bannière du Parti libéral du Québec de 1871 à 1873.
La maison qu'il occupa de 1877 à 1882 à Ottawa est présentement[Depuis quand ?] l'ambassade de la République de Croatie.
Il meurt à Ottawa en Ontario à l'âge de 72 ans.